# Rod Dreher
Rod Dreher (Baton Rouge, 14 febbraio 1967) è uno scrittore e critico cinematografico statunitense.
Redattore del The American Conservative, ha collaborato in passato con The Wall Street Journal, New York Post, Men's Health, Los Angeles Times e The Washington Times. È autore di vari libri, tra cui How Dante Can Save Your Life e L'Opzione Benedetto.

## Biografia
Laureatosi all'Università statale della Louisiana, è stato redattore cinematografico per il New York Post, collaborando come editorialista per il Dallas Morning News. Ha inoltre scritto articoli per National Review, Sun-Sentinel e Washington Times; attualmente è redattore di The American Conservative.

## Opere
- Crunchy Cons: How Birkenstocked Burkeans, Gun-Loving Organic Gardeners, Evangelical Free-Range Farmers, Hip Homeschooling Mamas, Right-Wing Nature Lovers, and Their Diverse Tribe of Countercultural Conservatives Plan to Save America (Or at Least the Republican Party), 2006, Crown Forum. ISBN 9781400050642.
- The Little Way of Ruthie Leming: A Southern Girl, a Small Town, and the Secret of a Good Life, 2013, Grand Central Publishing. ISBN 9781455521913
- How Dante Can Save Your Life: The Life-Changing Wisdom of History's Greatest Poem, 2015, Regan Arts. ISBN 9781941393321.
- The Benedict Option: A Strategy for Christians in a post-Christian Nation, 2017, Sentinel. ISBN 9780735213319.